# اندرو ایتون
اندرو ایتون (انگلیسی: Andrew Eaton؛ زادهٔ ۷ دسامبر ۱۹۵۹) یک تهیه‌کننده اهل ایرلند شمالی است.

## فیلم‌شناسی
- شتاب
- قاتل درون من
- جود
- کد ۴۶
- ۹ آهنگ
- The Claim
- A Cock and Bull Story
- قلب قدرتمند
- 24 Hour Party People
- ۳۶۰

## تهیه‌کننده
- Andrew Eaton در بانک اطلاعات اینترنتی فیلم‌ها (IMDb)